# وولینگابا
وولینگابا (به انگلیسی: Woolloongabba) یک حومه شهر در استرالیا است که در City of Brisbane واقع شده‌است.